# Conférence de Moscou (1942)
Pour les articles homonymes, voir Conférence de Moscou (homonymie).

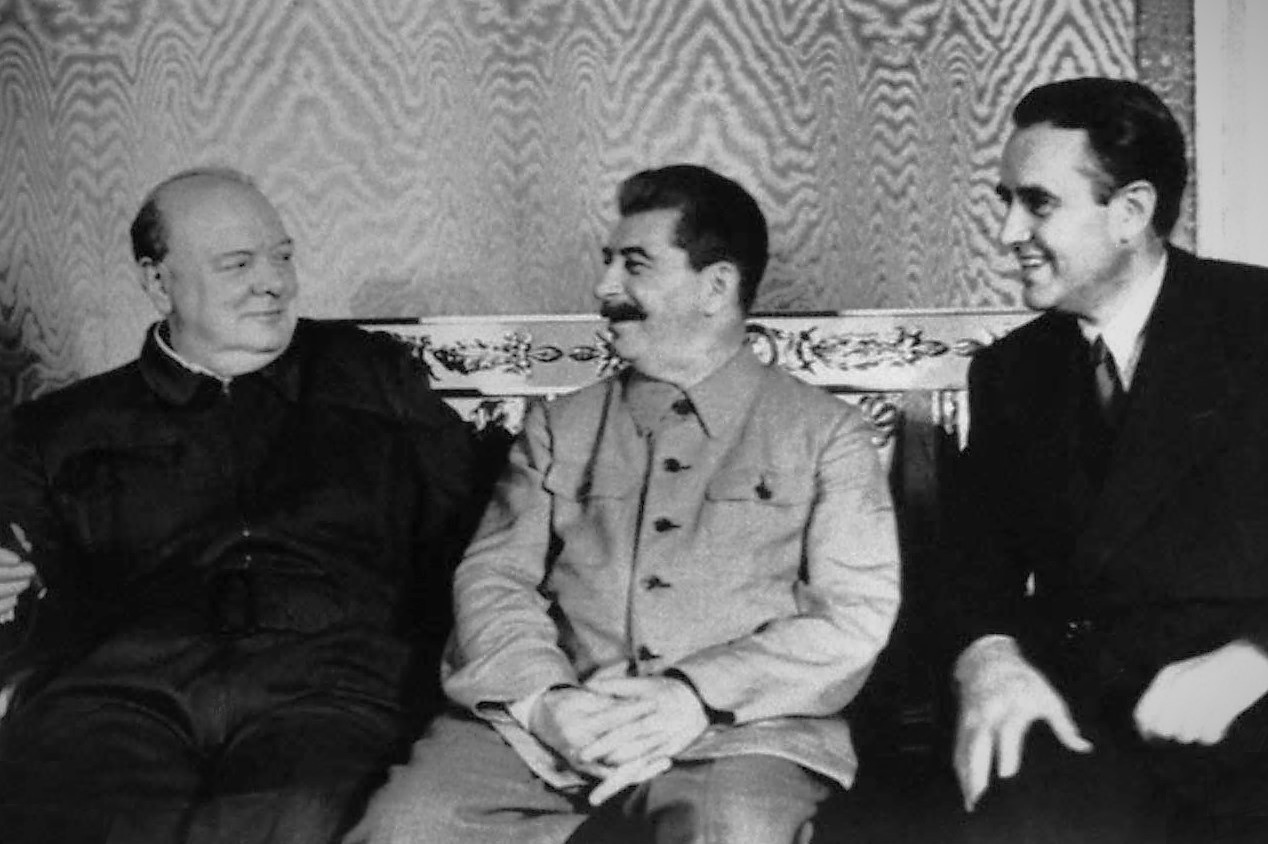
Une photo de la rencontre entre Winston Churchill, Joseph Staline et Averell Harriman.

La deuxième conférence de Moscou, entre les principaux alliés de la Seconde Guerre mondiale, eut lieu du 12 au 17 août 1942. Elle se déroule avant la bataille de Stalingrad, qui permet à l'URSS de commencer l'opération Bagration . 

Winston Churchill, le premier ministre britannique, Averell Harriman représentant les États-Unis et Joseph Staline, chef de l'Union soviétique planifièrent à cette occasion la Campagne d'Afrique du Nord, ainsi que l'ouverture d'un nouveau front dans le Nord de la France.